# Rimaucourt
Rimaucourt ist eine französische Gemeinde im Département Haute-Marne der Region Grand Est. In der Gemeinde leben 615 Einwohner (Stand 1. Januar 2022).

## Geografie
Die Gemeinde Rimaucourt liegt 25 Kilometer nordöstlich von Chaumont, an der Sueurre, deren Zufluss Manoise an der nördlichen Gemeindegrenze verläuft.

## Bevölkerungsentwicklung
| Jahr                       | 1962 | 1968 | 1975 | 1982 | 1990 | 1999 | 2006 | 2019 |
| -------------------------- | ---- | ---- | ---- | ---- | ---- | ---- | ---- | ---- |
| Einwohner                  | 827  | 888  | 828  | 770  | 801  | 753  | 768  | 671  |
| Quellen: Cassini und INSEE |      |      |      |      |      |      |      |      |

## Sehenswürdigkeiten
- Pfarrkirche Saint-Pierre-Saint-Paul

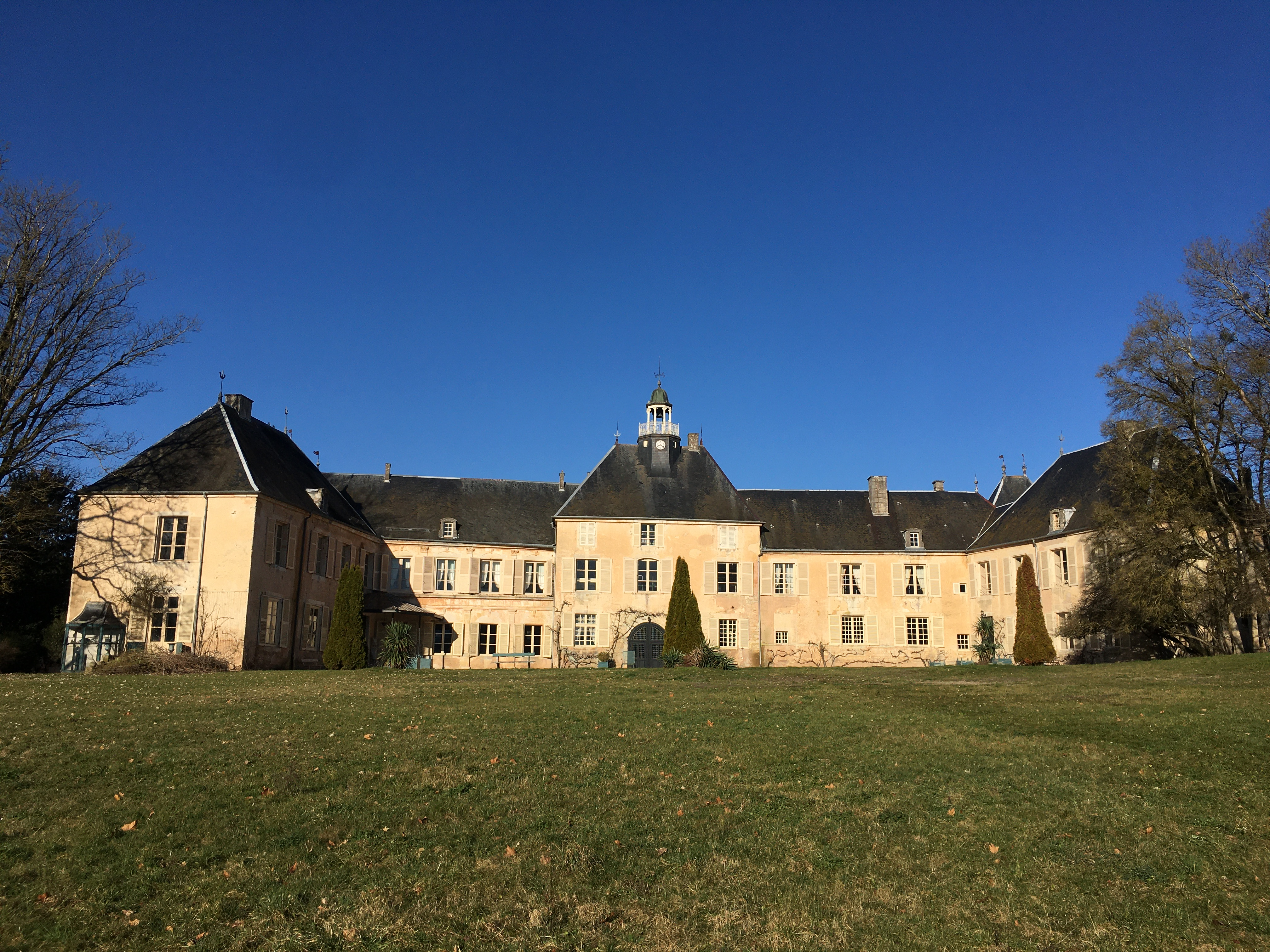
Schloss Rimaucourt

- Schloss Rimaucourt